# Danh sách phim Trung Quốc 2020

## A
Ai Nói Là Tôi Không Thể Kết Hôn

## B
Ba Mươi Thôi Mà
Bản Sắc Gia Nhân
Bạn Gái 99 Điểm
Bạn Gái Lầu Dưới Xin Hãy Ký Nhận
Bỉ Ngạn Hoa

## C
Cẩm Tú Nam Ca
Chị Đã Thành Công Thu Hút Sự Chú Ý Của Tôi
Chiến Độc
Công Tắc Tình Yêu
Cùng Cha Đi Du Học

## D
Dân Sơ Kỳ Nhân Truyện

## Đ
Đẹp Trai Là Số Một
Đêm Ấy Sao Chổi Đến 2
Đêm Hạ Biết Lòng Anh Ấm Áp
Đếm Ngược Thời Gian Để Tìm Em

## E
Em Là Định Mệnh Đời Anh

## G
Góc Khuất Của Bí Mật

## H
Hà Thần 2
Hạnh Phúc Trong Tầm Tay

## L
Làm Sao? Boss Lại Làm Sao Nữa
Lấy Danh Nghĩa Người Nhà
Ly Nhân Tâm Thượng
Lưu Ly Mỹ Nhân Sát

## M
Mỹ Nhân Mộ Bạch Thủ

## N
Na Tra Hàng Yêu Ký
Nguyện Ta Như Sao, Chàng Như Trăng
Nguyệt Thượng Trùng Hỏa
Người Đàn Ông Của Tù Trưởng
Người Yêu Không Nói Dối
Nữ thế tử

## Ô
Ốc Sên Và Chim Vàng Anh

## P
Pháo Hoa Sông Đây Mưa Sông Đó
Phượng Quy Tứ Thời Ca

## S
Sơn Trại Tiểu Manh Chủ
Sư Gia Xin Tự Trọng
Sửu Phi Giá Đáo

## T
Tân Tuyệt Đại Song Kiêu
Thanh Xuân Không Bó Buộc
Thiên Tỉnh Chi Lộ
Thiên Vũ Kỷ
Thiếu Niên Du Chi Một Tấc Tương Tư
Thế Gả Công Chúa
Thu Thiền
Thư Sinh Xinh Đẹp
Tôi Không Muốn Làm Bạn Với Cậu
Trách Em Thật Quá Xinh Đẹp
Trần Thiên Thiên Trong Lời Đồn
Trò Chơi Mười Ngày
Trường Tương Thủ

## Y
Yêu Tôi Đừng Nghĩ Nhiều